# Johann Gottfried Körner

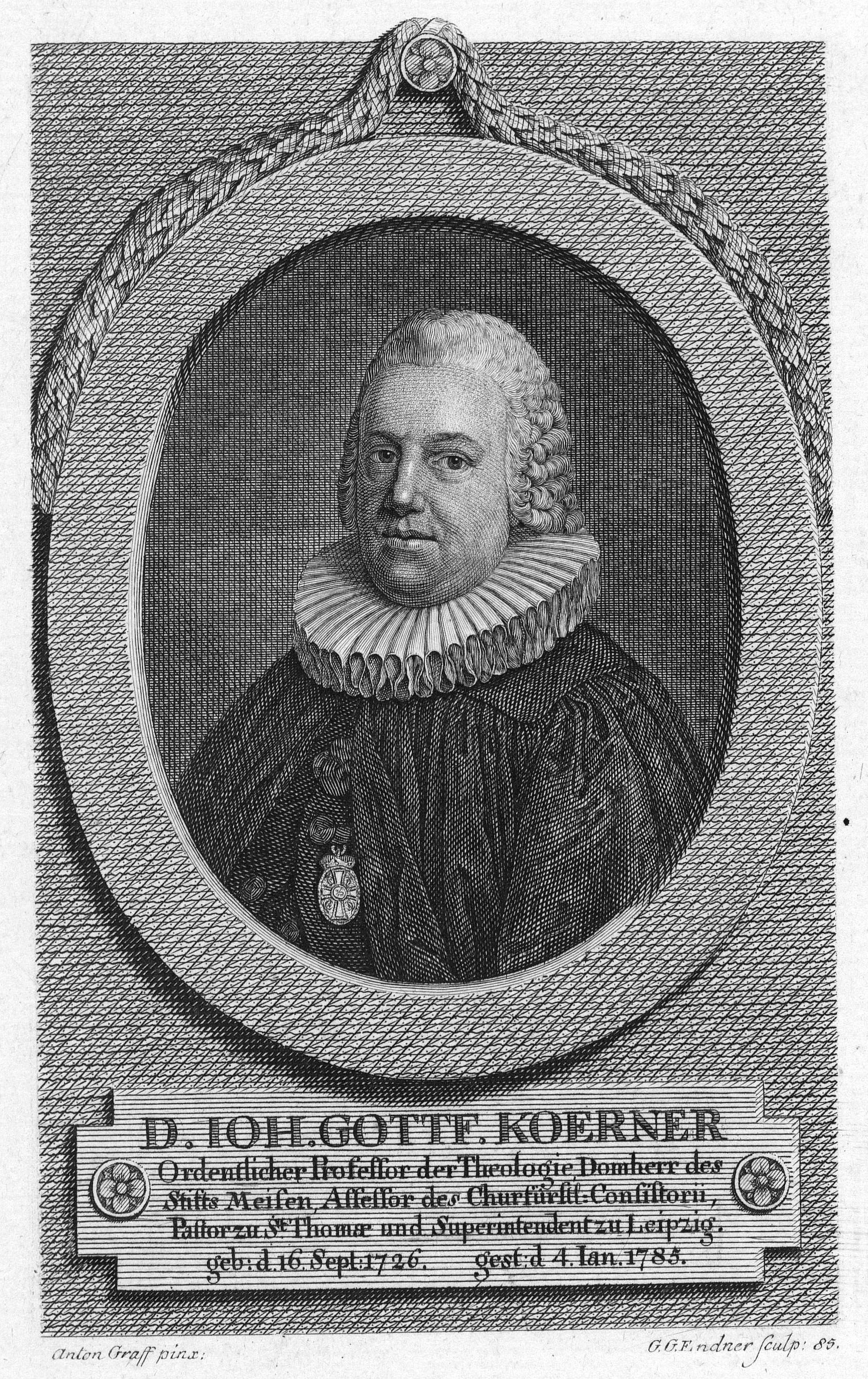
Johann Gottfried Körner

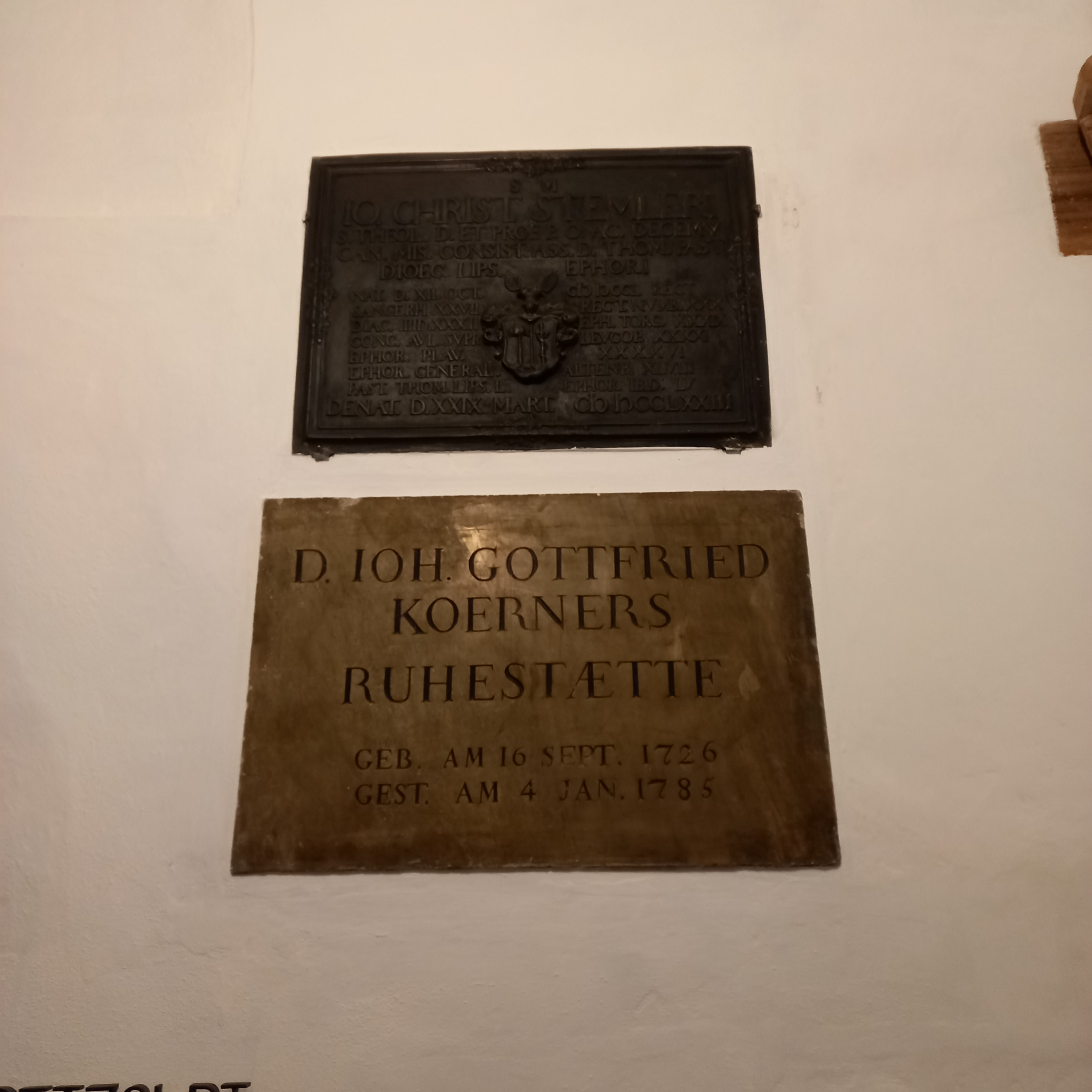
Das Grab von Johann Gottfried Körner und dem Theologen Johann Christian Stemler in der Thomaskirche (Leipzig)

Johann Gottfried Körner (* 16. September 1726 in Weimar; † 4. Januar 1785 in Leipzig) war ein deutscher evangelischer Theologe.

## Leben
Johann Gottfried Körner war der Sohn des Geistlichen an der St.-Peter-und-Paul-Kirche in Weimar Johann Christoph Körner (* 11. März 1688 in Leipzig; † 15. August 1736 in Weimar) und seiner Frau, einer Tochter des Theologen Gottfried Olearius. Er besuchte das Gymnasium in Weimar und nahm 1743 seine Studien an der Universität Leipzig auf. Dort begann er zunächst ein Studium der philosophischen Wissenschaften und absolvierte 1748 die Prüfung zum Magister der Philosophie. Da er auch theologische Studien betrieben hatte, wurde er noch im selben Jahr Vesperprediger an der Universitätskirche, 1749 Kachet an derselben, 1752 Subdiakon der Thomaskirche und am 1. Januar 1756 Subdiakon der Nikolaikirche.
1761 stieg er zum Diakon an die Nikolaikirche auf, promovierte 1768 an der Universität Wittenberg zum Lizenziaten und 1770 zum Doktor der Theologie. Daraufhin wurde er 1775 Archidiakon an der Thomaskirche, 1776 wurde er dort erster Pastor, Superintendent, ordentlicher Professor der Theologie an der Leipziger Hochschule und Beisitzer im Leipziger Konsistorium. 1782 erlangte er die Domherrenwürde des Hochstifts in Meißen. Aus seiner Ehe mit Sophia Magaretha Stirner gingen die Kinder Christian Gottfried Körner und Johanna Sophia Körner († früh) hervor. Als Theologe war er milder rationaler Supernaturalist, der seine Ansichten aus den Lehrbüchern Christian Friedrich Boerners schöpfte.

## Werkauswahl
- Erasmi sententia de Symbolo apostolico ex Rufino defensa. Leipzig 1749
- Diss. de auctoritate canonica apocalypseos Johannis ab Alogis impugnata et ab Epiphanio defensa. Leipzig 1751
- Diss. gratulatoria de Metropolitanorum in ecclesia veteri auctoritate. Leipzig 1751
- Dankpredigt wegen einer reichen Ernte. Leipzig 1757
- Sammlung etlicher Predigten. Leipzig 1759
- Sendschreiben eines Freundes der Wahrheit, betreffend Hrn. D. Tellers Lehrbuch. Leipzig 1764
- Diss. de imagine ditina. Leipzig 1768
- Epitome controversiarum theologicarum. Leipzig 1769
- Der heil. Schrift. 1. Teil, welcher die historischen Bücher des A. T. enthält, mit Anmerkungen und einer Vorrede herausgegeben, Leipzig 1770 2. Teil, welcher die übrigen kanonischen Bücher des – A. T. nebst den apokryphischen enthält. 1771, 3. Teil, welcher die sämtlichen Bücher des N. T. enthält. 1773
- Diss. Ieiunium Christi nec legem esse nec exemplum propositum. Leipzig 1776
- Orato de serinonibus Christi. Leipzig 1776
- Progr. de libertate conscientiae restituta eiusque indole rectoque usu. Leipzig 1778
- Progr. de die natali feriatoris. Leipzig 1778
- Progr. quot Paschaea Christus post baptismum celebraverit? Leipzig 1779
- Progr. de cyclo Jobela'eo. Leipzig 1779
- Diss. de restutione et compensatione damni illati non temere urcenda. Leipzig 1779
- Progr. quo vindicatur auctoritas Augustanae Confessionis in libro concordiae editae. Leipzig 1781
- Progr.quo explicatur Jocus Irenaei adversus Haeret. V, 19. Leipzig 1781
- Progr. Specimen I de allegorica interpretandi ratione. Leipzig 1782
- Progr. II ad locum Jobi XIX, 23-27. Leipzig 1782
- Progr. de loco Jobic. XXIX, 18. Leipzig 1782
- Vom Coelibat der Geistlichen. Leipzig 1784
- Tractatus de provocatione ad sedem Romanam. Leipzig 1785